# Torre do Relógio (Terena)

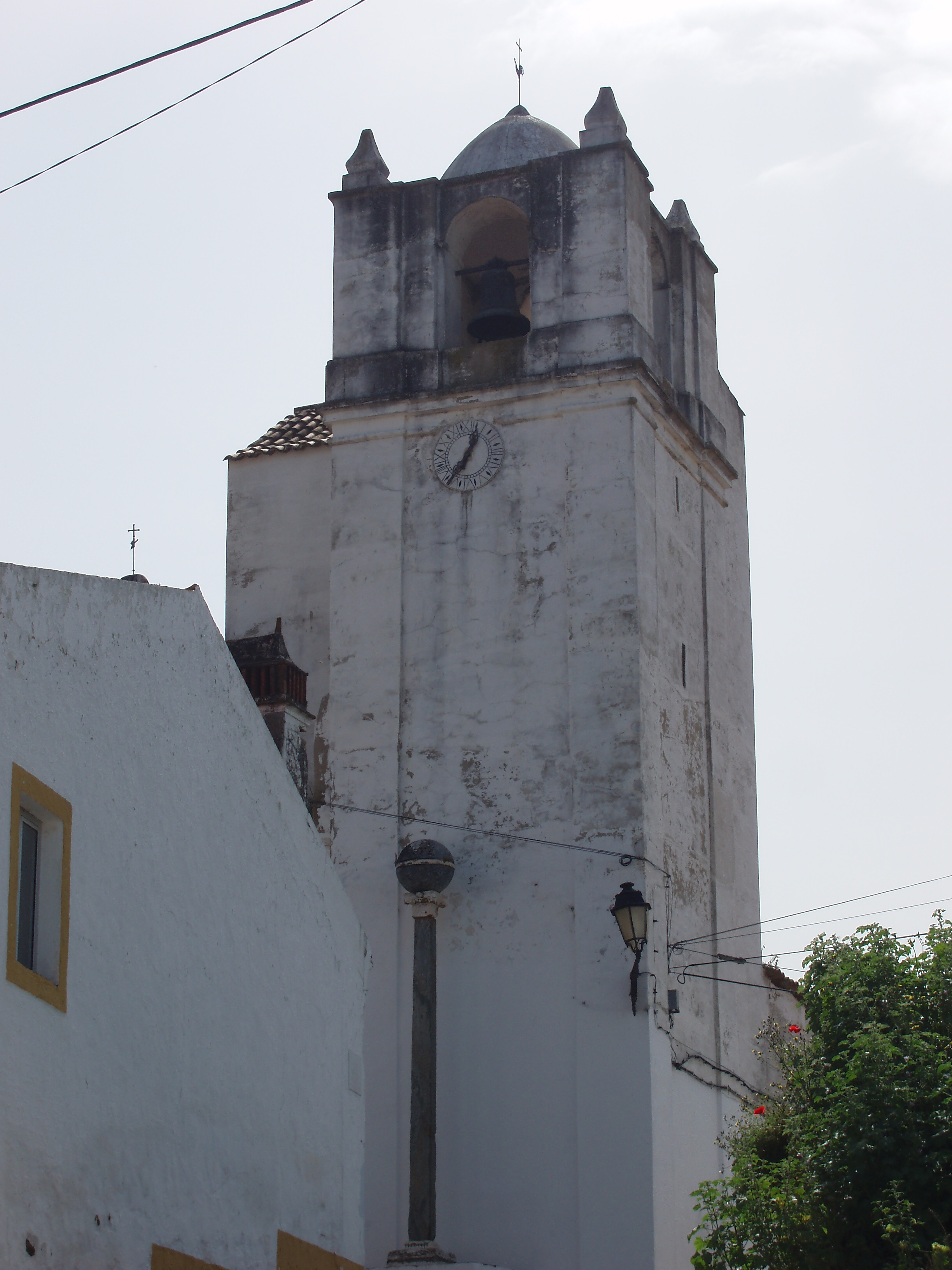
Torre do Relógio e Pelourinho de Terena

A Torre do Relógio da vila de Terena, município de Alandroal, fica situada na Rua Direita, junto ao pelourinho e à Igreja da Misericórdia.
O primitivo relógio da vila ficava situado na torre de menagem do castelo, mas ficou danificado pelo terramoto de 1755, conforme narração do Pároco nas "Memórias Paroquiais de 1758". Por esse motivo, em data incerta da segunda metade do século XVIII foi construída a actual torre destinada ao relógio mecânico que durante séculos marcou as horas da vila de Terena.
A torre, de cúpula hemisférica com pináculos nos acrotérios, eleva-se alterosa por entre o casario envolvente. Possui dois sinos antigos, o maior, destinado às horas, tem a seguinte inscrição:
"FOI. FEITO. A. 1773. SENDO. VEREAD. VELLADA.ROQVE.GALEGO. PROCVRADOR.VEDIGAL.ESCRIV.O BENAZOL".
O mostrador, voltado a poente, é de mármore e tem numeração romana.